# Джастін Бібер
Джа́стін Дрю Бі́бер (англ. Justin Drew Bieber; нар. 1 березня 1994, Стретфорд, Канада) — канадський попспівак, автор пісень і актор. Кар'єра Бібера розпочалася у 2008 році, коли Скутер Браун  натрапив на одне із його відео на YouTube, та згодом став його менеджером. Браун домовився про зустріч Джастіна з Ашером в Атланті, штат Джорджія, де Бібер підписав угоду з Raymond Braun Media Group (RBMG), власниками якої були Браун та Ашер. За деякий час він також підписав угоду зі звукозаписуючою компанією Island Records, власником якої є L.A. Reid.
Дебютний сингл Бібера, «One Time», вийшов 2009 року та одразу ж здобув перше місце в Канадському рейтингу топ-10, а також у топ-30 в інших міжнародних чартах. Його дебютний реліз, My World, який вийшов у листопаді 2009-го, став платиновим у Сполучених Штатах. Він став першим виконавцем, який має одразу сім пісень із дебютного альбому в рейтингах Billboard Hot 100. Перша студійна платівка, My World 2.0, котра побачила світ у травні 2010 року, одразу ж здобула перші місця та місця в десятці найкращих альбомів у декількох країнах, також отримала статус платинової в США. Виходу повноцінного альбому передував всесвітній успіх синглу «Baby». Музичне відео на пісню «Baby» 2011 року було найбільш переглянутим та найбільш обговорюваним на YouTube. Після виходу альбому Бібер поїхав у своє перше турне My World Tour, випустив альбом-ремікс My World Acoustic та Never Say Never — The Remixes, а також 3D фільм-концерт Justin Bieber: Never Say Never, який мав шалений успіх.

## Життєпис
Джастін Бібер відвідував школу Ейвон, Бедфордську і Центральну школи. Мати хлопчика виховувала його сама. Вона ж помітила його інтерес до музичних інструментів, зокрема ударних, коли Джастіну було лише 2 роки. Нині він грає на гітарі, клавішних та ударних. Займатися співом Джастін почав всього кілька років потому. Окрім музики Джастін захоплюється ще й спортом: хокеєм, баскетболом, футболом, гольфом, також непогано катається на скейтборді.
Уже у свої 12 років Джастін взяв участь у місцевому вокальному конкурсі «Stratford Idol». Попри те, що інші учасники серйозно займалися музикою, а він лише займався співом як аматор, йому вдалося зайняти друге місце.
Відправною точкою в біографії Джастіна став 2007 рік. Оскільки він переспівував пісні знаменитих співаків на відео та викладав ці відео на YouTube, незабаром у нього з'явилися прихильники, які ще у 2007 стверджували, що хлопець багато доб'ється і стане відомим. Його завважив на YouTube Скутер Браун, зв'язався з його родиною і відправив тринадцятирічного Джастіна до Атланти, для зустрічі з Ашером. Відомий співак хотів одразу укласти контракт з ним, але тоді ж у Джастіна була зустріч із Джастіном Тімберлейком; зрештою співак уклав контракт з Ашером. Узявши Джастіна під свою опіку, Ашер відвів його на прослуховування в «Island Records», а вже в жовтні 2008 року Джастін підписав перший контракт із компанією звукозапису. За його словами: «Угода Ашера була вигідніша».
У липні 2009 перший сингл у дискографії Джастіна Бібера «One Time» став хітом. Через тиждень після появи, пісня зайняла 12-е місце в рейтингу Canadian Hot 100. 17 листопада вийшов його перший мініальбом My World, який отримав позитивні відгуки від критиків та опинився на шостому місці чарту U.S. Billboard 200. Друга частина цього альбому My World 2.0 вийшла 23 березня 2010 року. Наразі вже знято кліпи на сингли «One Time», «One Less Lonely Girl», «Never Let You Go», «Baby», «Eenie Meenie», «Somebody To Love», «U smile», «Love Me», «Never Say Never», «Pray», «Boyfriend», «As Long As You love Me», «Beauty And A Beat». На початку 2012 року вийшов його альбом Believe, що складався з 16 пісень.

## Особисте життя
У грудні 2010 року Бібер почав зустрічатися із Селеною Гомес. Після розставання у листопаді 2012 року, вони відновили стосунки за кілька тижнів, перш ніж розійтись у січні 2013 року. Пізніше вони зустрічалися по кілька місяців у 2013, 2014 і 2015 роках. Пізніше, 2017 року з'явилися повідомлення, що вони знову зустрічаються. Однак, вони знову розірвали стосунки в березні 2018 року.
У 2016 році Бібер почав зустрічатися із Сонею Річі (Sofia Richie). Бібер запросив Соню до Мехіко, щоб відсвяткувати її 18-річчя.
Станом на 7 липня 2018 року Бібер зустрічався з американською моделлю та телезіркою Гейлі Болдвін. Вони раніше недовго зустрічалися з грудня 2015 року по січень 2016 року, поки не розсталися. Вони відновили стосунки у травні 2018 року. Бібер і Болдвін отримали ліцензію на шлюб у вересні 2018 року. Болдвін підтвердила у Твіттері, що вона і Бібер не одружилися, попри відповідні повідомлення.
Про таємне одруження попспівака і молодшої дочки актора Стівена Болдвіна стало відомо в жовтні 2018 року. 15 листопада Джастін Бібер підтвердив факт одруження, опублікувавши в інстаграмі фото з Гейлі Болдвін та підписом: «Моя дружина неймовірна». Одночасно Гейлі змінила назву свого облікового запису на «Гейлі Бібер».
30 вересня 2019 року пара повторила весільну церемонію, влаштувавши масштабне свято в резиденції Montage Palmetto Bluff (штат Південна Кароліна), де були присутні 154 гостей. Джастін і Гейлі виголосили весільні клятви, дані рік тому. У серпні 2024 року подружжя стало батьками хлопчика. Його назвали Джек Блюз Бібер. 

### Здоров'я
10 червня 2022 року Бібер оголосив через Instagram, що у нього діагностували Синдром Рамзі-Ганта 2-го типу і що половина його обличчя паралізована. Через цей стан він скасував численні концерти та виступи. Незрозуміло, скільки часу знадобиться Біберу, щоб відновитися для виступів.

## Дискографія
Мініальбоми
- My World (2009)

Студійні альбоми
- My World 2.0 (2010)
- Under the Mistletoe (2011)
- Believe (2012)
- Journals (2013)
- Purpose (2015)
- Changes (2020)
- Justice (2021)

Компіляції
- My Worlds: The Collection (2010)
- Journals (2013)
- The Best (2019)

Реміксові альбоми
- My Worlds Acoustic[en] (2010)
- Never Say Never: The Remixes (2011)
- Believe Acoustic[en] (2013)

## Тури
- 2009: Urban Behavior Tour
- 2010—2011: My World Tour
- 2012—2013: Believe Tour
- 2016: Purpose World Tour
- 2020: Changes Tour

## Фільмографія

### Фільми
| Рік  | Назва                                  | Роль | Примітка                                                                     |
| ---- | -------------------------------------- | ---- | ---------------------------------------------------------------------------- |
| 2010 | School Gyrls                           | Себе | епізодична роль                                                              |
| 2011 | Джастін Бібер: Ніколи не говори ніколи | Себе | головна роль, Фільм виробництва фільмів MTV і поширюється Paramount Pictures |
| 2012 | Кеті Перрі: Частина мене               | Себе | епізодична роль                                                              |
| 2016 | Зразковий самець 2                     | Себе | епізодична роль                                                              |

### Телебачення
| Рік  | Назва                             | Роль                       | Епізоди і примітки                                                          |
| ---- | --------------------------------- | -------------------------- | --------------------------------------------------------------------------- |
| 2009 | Тру Джексон                       | Себе                       | Запрошена зірка                                                             |
| 2009 | Моє побачення з...                | Себе                       | Запрошена зірка                                                             |
| 2010 | Тиха бібліотека                   | Себе                       | Запрошена зірка                                                             |
| 2010 | Суботнього вечора в прямому ефірі | Запрошена зірка/виконавець | Епізод 35.18                                                                |
| 2010 | CSI: Місце злочину                | Джейсон Маккен             | Ударні хвилі (сезон 11, епізод 1)                                           |
| 2010 | Американський ідол                | Виконавець                 | Сезон 9 Епізод 40                                                           |
| 2010 | Х Фактор (Велика Британія)        | Виконавець                 | Серія 7 неділя 8                                                            |
| 2010 | Hubworld                          | Запрошена зірка            | Сезон 1 Епізод 1                                                            |
| 2011 | Extreme Makeover: Home Edition    | Запрошена зірка            |                                                                             |
| 2011 | Khloé & Lamar                     | Себе                       | Епізод: тесть (немає в титрах), сам грав в NBA знаменитості Матч Всіх Зірок |
| 2011 | CSI: Місце злочину                | Джейсон Маккен             | Targets of Obsession (Сезон 11, Епізод 15).                                 |
| 2011 | Суботнього вечора в прямому ефірі | Запрошена зірка            | Епізод 36.14                                                                |
| 2011 | Танці з зірками                   | Запрошена зірка            | 7 неділя Оголошення результатів                                             |
| 2011 | Як попало!                        | Себе                       | Виступав в грудні 2011                                                      |
| 2011 | Парки Діснея Різдвяний парад      | Запрошена зірка            | Виступав в Walt Disney World Resort                                         |
| 2011 | Х Фактор (Велика Британія)        | Виконавець                 | Серія 8 Неділя 9                                                            |
| 2012 | Припанковані                      | Себе                       | Запрошена зірка                                                             |
| 2021 | Друзі: Возз'єднання               | Себе                       | Запрошена зірка                                                             |

### Деякі факти
- Джастін знає французьку мову.
- Може повністю скласти «Кубик Рубіка» менше, ніж за 2 хвилини.
- Має середній бал у школі 4,0.
- Він, як кажуть, час від часу страждає від головного болю через важку роботу.

## Нагороди та номінації
| Рік  | Назва роботи | Номінація               | Категорія                                | Результат |
| ---- | ------------ | ----------------------- | ---------------------------------------- | --------- |
| 2010 | My World 2.0 | Teen Choice Awards      | «Музика: Поп альбом»                     | Перемога  |
| 2010 | My World 2.0 | American Music Awards   | «Улюблений Pop/Rock альбом»              | Перемога  |
| 2010 | Себе         | American Music Awards   | «Артист року»                            | Перемога  |
| 2010 | Себе         | American Music Awards   | «Найкращий Pop/Rock співак»              | Перемога  |
| 2010 | Себе         | American Music Awards   | «T-Mobile Прорив»                        | Перемога  |
| 2010 | Себе         | BET Awards              | «Найкращий новий артист»                 | Перемога  |
| 2010 | Себе         | Juno Awards             | «Новий артист року»                      | Перемога  |
| 2010 | Себе         | J-14 Teen Icon Awards   | «Співак ікона»                           | Номінація |
| 2010 | Себе         | J-14 Teen Icon Awards   | «Ікона року»                             | Перемога  |
| 2010 | Себе         | J-14 Teen Icon Awards   | «Традиційний твіттер»                    | Перемога  |
| 2010 | Себе         | J-14 Teen Icon Awards   | «Традиційна чоловіча зірка»              | Перемога  |
| 2010 | Себе         | MTV Video Music Brazil  | «Міжнародна зірка»                       | Перемога  |
| 2010 | Себе         | MTV Europe Music Awards | «Найкращий новий виконавець»             | Номінація |
| 2010 | Себе         | MTV Europe Music Awards | «Найкращий Push Act»                     | Перемога  |
| 2010 | Себе         | MTV Europe Music Awards | «Найкращий співак»                       | Перемога  |
| 2010 | Себе         | MuchMusic Video Awards  | «Новий артист»                           | Перемога  |
| 2013 | Себе         | MTV Europe Music Awards | «Найкращий співак»                       | Перемога  |
| 2013 | Себе         | MTV Europe Music Awards | «Найкращий поп-виконавець»               | Номінація |
| 2013 | Себе         | MTV Europe Music Awards | «Найкращі фанати»                        | Номінація |
| 2013 | Себе         | MTV Europe Music Awards | «Найкращий міжнародний виконавець»       | Номінація |
| 2013 | Себе         | MTV Europe Music Awards | «Найкращий канадський виконавець»        | Перемога  |
| 2013 | Себе         | MTV Europe Music Awards | «Найкращий виконавець Північної Америки» | Перемога  |